# Lycodes palearis
Lycodes palearis es una especie de pez de la familia de los Zoarcidae en el orden de los perciformes.

## Morfología
Los machos pueden llegar a alcanzar los 51 cm de longitud total.

## Alimentación
Come pequeños bivalvos y gambas.

## Depredadores
Es depredado por Gadus macrocephalus . halibut del Pacífico (Hippoglossus stenolepis), halibut negro (Reinhardtius hippoglossoides) y la foca común (Phoca vitulina).

## Hábitat
Es un pez de mar y de aguas profundas que vive entre 25- 925 m de profundidad.

## Distribución geográfica
Se encuentra en el Pacífico norte: los Estados Unidos (incluyendo Alaska), el Canadá y Rusia.

## Observaciones
Es inofensivo para los humanos. 